# Eleuterio Santos
Eleuterio Santos Brito (Santa Cruz de Tenerife, España, 9 de noviembre de 1940 — ibid. 28 de enero de 2008), también conocido como Yeyo Santos, fue un futbolista español. Jugó como interior derecho y su primer equipo, a nivel nacional, fue el Club Deportivo Tenerife. Sus mayores éxitos deportivos se fraguaron el Real Zaragoza de los años 60, formando parte de la mítica delantera de Los Magníficos.

## Carrera
Eleuterio Santos Brito nació en Santa Cruz de Tenerife el 9 de octubre de 1940. Comenzó a jugar al fútbol en el Tarrasa juvenil del barrio de La Rambla de su ciudad natal y de ahí saltó al Real Unión de Tenerife con el que conquistó los títulos locales y regionales en los que participó. Ese mismo año le llegaría la oportunidad de dar el salto al C.D. Tenerife, con el que, en la temporada 1960-61, consiguió por primera vez en la historia del club el ascenso a Primera División, categoría en la que el equipo solo pudo mantenerse una temporada, bajando en 1962 de nuevo a Segunda División. Esto produjo una marcha masiva de jugadores. El Real Zaragoza lo fichó el 7 de marzo de 1963 a cambio de 1.675.000 pesetas, una cantidad elevada para los tiempos que corrían. En La Romareda completó durante diez temporadas una carrera extraordinaria junto a otros jugadores de leyenda: Yarza, Santamaría, Violeta, Reija, País, Canario, Marcelino, Villa y Lapetra, formando junto a estos cuatro últimos una de las quintas más famosas del fútbol español "Los Cinco Magníficos" bautizados así por un periodista tras un partido de lo que hoy sería la copa de la UEFA contra el Leeds united, en el que el equipo maño no solo ganaría el partido de desempate que se jugó en campo inglés por lanzamiento de moneda, sino que en apenas treinta minutos daría una lección de fútbol endosándole un 0-3, uno de los goles marcados por el propio Santos. Tras terminar el partido la afición inglesa hizo saltar al campo a los jugadores maños hasta en dos ocasiones para darles un homenaje en forma de ovación.
Santos, el '8' de los Magníficos, fue un jugador completísimo, un interior de ida y vuelta, de trabajo y sacrificio, con una técnica muy notable, grandes facultades físicas y una extraordinaria capacidad goleadora. En cierta forma, como a Canario, le tocó vivir a la sombra de Marcelino, Villa y Lapetra, el trío de ases de aquella generación irrepetible del Zaragoza, pero Santos fue también un gran ídolo entre la afición de La Romareda, que siempre supo apreciar su entrega y su enorme eficacia. Con el Real Zaragoza jugó 280 partidos oficiales en 10 temporadas y marcó nada menos que 96 goles. Solo Marcelino (116), Murillo (113) y Pichi Alonso (112) le superan en la tabla histórica de goleadores, pero estos tres vivían por y para el gol, eran asesinos del área, mientras Santos actuaba en una posición más retrasada y tenía por delante otras obligaciones. "96 goles para un interior es una cifra excelente, colosal" (Diario As).
Santos tuvo la oportunidad también de vestir en una ocasión la camiseta de la Selección. Fue en Malmoe, el 2 de mayo de 1968, en un Suecia-España que concluyó con empate a uno.
Eleuterio Santos falleció el 28 de enero de 2008 en Santa Cruz de Tenerife.

## Selección nacional
Ha sido internacional con la Selección nacional de fútbol de España en una ocasión, siendo jugador del Real Zaragoza.
- 2 de mayo de 1968 (Malmoe): Suecia - España (1-1).

## Clubes
| Equipo        | País   | Año       |
| ------------- | ------ | --------- |
| C.D. Tenerife | España | 1959-1963 |
| Real Zaragoza | España | 1963-1971 |
| C.D. Tudelano | España | 1971-1973 |

## Palmarés

### Campeonatos nacionales
| Título                | Club          | País   | Año     |
| --------------------- | ------------- | ------ | ------- |
| Copa del Generalísimo | Real Zaragoza | España | 1963-64 |
| Copa del Generalísimo | Real Zaragoza | España | 1965-66 |

### Copas internacionales
| Título         | Club          | Sede     | Año     |
| -------------- | ------------- | -------- | ------- |
| Copa de Ferias | Real Zaragoza | Camp Nou | 1963-64 |